# آبشار کاسکاتا دل مارمور
آبشار کاسکاتا دل مارمور (به انگلیسی: Cascata delle Marmore) آبشاری است که در اومبریا، ایتالیا واقع شده و ارتفاع کلی ریزشگاه آن ۱۶۵ متر است.بزرگترین آبشار مصنوعی ساخته بشر در دنیا است.